# Anachrostis rufula
Anachrostis rufula är en fjärilsart som beskrevs av George Francis Hampson 1926. Anachrostis rufula ingår i släktet Anachrostis och familjen nattflyn. Inga underarter finns listade i Catalogue of Life.